# Anphira xinguensis
Anphira xinguensis är en kräftdjursart som beskrevs av Vernon E. Thatcher 1995. Anphira xinguensis ingår i släktet Anphira och familjen Cymothoidae. Inga underarter finns listade i Catalogue of Life.